# Nível óptimo de poluição
O Nível ótimo de poluição é um conceito de economia do ambiente onde os custos provocados pela poluição estão em equilíbrio com os custos da despoluição. Num conceito mais abrangente, o nível ótimo de poluição será o ponto onde os custos que uma empresa ou setor teriam para poluir serão iguais aos custos que têm para reduzir os níveis de poluição.